# 애나 허치슨
애나 허치슨(영어: Anna Hutchison, 1986년 2월 8일 ~ )은 뉴질랜드의 배우이다.

## 출연 작품
- 엔카운터 (2018)
- 어벤저 (2017)
- 슈거 마운틴 (2016)
- 죽음의 트럭 (2015)
- 나이트 비포 (2015)
- 킬링 게임 (2013)
- 블라인더 (2013)
- 캐빈 인 더 우즈 (2012)
- 라이드 위드 더 데블 (2007)
- 웬디 우 홈커밍 워리어 (2006)
- 쇼틀랜드 스트리트 (1992)